# Sebastián Palma
Sebastián Palma González (Viña del Mar, Chile, 7 de octubre de 1977) es un piloto de rallies de quads chileno. 

## Carrera Deportiva
Ha competido en Rallies nacionales, participó por primera vez en el Rally Dakar como copiloto de Claudio Hidalgo en la categoría autos del 2012, terminando en la posición 69.
En el Rally Dakar de 2013, terminó quintoen la general. Compitió con una Can-am Renegade 800 4x4, se impuso en las 4x4 ganando 13 de las 14 etapas a los demás pilotos que competían en quads similares. Su mejor actuación la obtuvo en la séptima etapa ganando la general, después de cruzar la cordillera de los Andes a casi 4000 m s. n. m. de altura, su salud se resintió y un cuadro febril le obligó a bajar el ritmo en las etapas siguientes. Actualmente vive en la ciudad de Los Ángeles (Chile), donde fue condecorado. 

## Resultados

### Rally Dakar
| Año                           | Categoría                   | Vehículo                    | Puesto final                | Etapas ganadas              |
| Participaciones como piloto   | Participaciones como piloto | Participaciones como piloto | Participaciones como piloto | Participaciones como piloto |
| ----------------------------- | --------------------------- | --------------------------- | --------------------------- | --------------------------- |
| 2013                          | Quads                       | Can-Am                      | 5.º                         | 1                           |
| 2015                          | Quads                       | Can-Am                      | Ret.                        | -                           |
| 2016                          | Quads                       | Can-Am                      | 7.º                         | -                           |
| 2017                          | Quads                       | Yamaha                      | 9.º                         | -                           |
| Participaciones como copiloto |                             |                             |                             |                             |
| 2012                          | Coches                      | Can-Am                      | 69.º                        | -                           |
| Fuente:                       |                             |                             |                             |                             |